# Heike Greschke
Heike Mónika Greschke (* 1969) ist eine deutsche Soziologin mit dem Forschungsschwerpunkt empirische Analysen migrations- und/oder medienbedingter Transformationsprozesse von Gesellschaft und ihre methodologische Reflexion. Seit 2023 ist sie Professorin an der Universität Bielefeld.

## Leben
Greschke studierte zunächst von 1990 bis 1995 Sozialpädagogik an der Fachhochschule Rheinland-Pfalz in Koblenz. Diese Studium schloss sie als Diplom-Sozialpädagogin ab. In der Folge war sie zunächst mehrere Jahre beim Mädchenhaus Bielefeld e. V. tätig, ehe sie ein Aufbaustudium der Soziologie an der Universität Bielefeld (2001–2003) begann. Von 2003 bis 2003 absolvierte sie zudem ein Studium der Sozial- und Kulturanthropologie an der Universidad de Sevilla, ehe sie 2004 in der Feldforschung in Paraguay und Argentinien sowie als Gastwissenschaftlerin am Department of Human and Community Development der University of California wirkte. Von 2004 bis 2007 war sie Promotionsstipendiatin am DFG-Graduiertenkolleg „Weltbegriffe und globale Strukturmuster“ der International Graduate School in Sociology an der Fakultät für Soziologie der Universität Bielefeld. Sie promovierte mit einer Dissertation zum Thema „Daheim in www.cibervalle.com – Zusammenleben im medialen Alltag der Migration“. Diese Arbeit wurde mit dem Dissertationspreis der Universitätsgesellschaft ausgezeichnet.
Zwischen 2007 und 2009 war Greschke als wissenschaftliche Mitarbeiterin als Teil des Evaluationsteam des Bundesmodellprogramms „Wirkungsorientierte Jugendhilfe“ an der Fakultät für Erziehungswissenschaften der Universität Bielefeld beschäftigt sowie zudem von 2008 bis 2009 ebenso als wissenschaftliche Angestellte im Drittmittelprojekt „Frauen in der Spitzenforschung“ an der Fakultät Wirtschafts- und Sozialwissenschaften der Universität Hamburg tätig. 2009 übernahm sie die Koordination und Supervision der Nachwuchsforschungsgruppe „Klimawelten“ der Bielefeld Graduate School for History and Sociology, welche sie bis 2012 ausübte. Im Sommersemester 2009 war sie zudem im Rahmen eines Lehrauftrags an der Universität Klagenfurt tätig.
2012 wurde die Soziologin Juniorprofessorin für Soziologie mit dem Schwerpunkt Mediensoziologie am Institut für Soziologie der Justus-Liebig-Universität Gießen. Dort untersuchte sie, in einem von der Deutschen Forschungsgemeinschaft geförderten Projekt, von 2014 bis 2016 die Bedeutung von Kommunikationstechnologien für die langfristige Aufrechterhaltung und Transformation von Eltern-Kind-Beziehungen in transstaatlich organisierten Familien. Im Rahmen dieses Forschungsprojektes gründete sie die Online-Plattform migr@com, welche der öffentlichen Darstellung und Erforschung der Rolle von Kommunikationstechnologien in Migrationsgesellschaften dienen soll. Migr@com gewann 2014 beim Hochschulwettbewerb „Mehr als Bits and Bytes – Nachwuchswissenschaftler kommunizieren ihre Arbeit“.
Im September 2016 wurde sie auf die Professur für Soziologischen Kulturenvergleich und qualitative Sozialforschung an der Technischen Universität Dresden berufen. Seit 2018 ist sie Teilprojektleiterin im Dresdner Sonderforschungsbereich 1285: „Invektivität. Konstellationen und Dynamiken der Herabsetzung“. Im August 2023 folgte sie einem Ruf auf die Professur für Mediensoziologie an der Universität Bielefeld.